# Torrey Pines (San Diego)
Torrey Pines es una comunidad estadounidense, principalmente residencial, con un área de 2,600 acres (1,052 hectáreas) en la zona costera del norte de la ciudad de San Diego, California.

## Geografía
Torrey Pines limita al norte por la ciudad de Del Mar, al sur por La Jolla, al este pro la Interestatal 5, Carmel Valley, Torrey Hills, Los Peñasquitos Canyon Reserve, y Mira Mesa; y al oeste por el Océano Pacífico y a una distancia rota se encuentran Torrey Pines State Beach y Torrey Pines State Park.
42 de la comunidad son parques y espacios abiertos, el 24 por ciento es residencial, el 17 por ciento es de transporte público, el 15 por ciento es industrial, el 1 por ciento es de escuelas y el 1 por ciento es comercial.
Del Mar Terraces y Del Mar Heights son barrios dentro de esta comunidad.

## Demografía
Según las estimaciones de enero de 2006 por parte del San Diego Association of Governments, habían 6,990 personas y 2,863 casas en el barrio. La demografía estimada era del 81.8% blanco, 8.5% asiático & isleños del pacífico, 5.8% hispano, 2.8% de otras razas, 0.9% afroamericano, y 0.2% amerindio. La edad media era de 45.7 con 21.3% de menos de 18 y 16% con más de 65 años. Los ingresos promedios era de $129,687 ($101,586 ajustado a la inflación del dólar de 1999); 29.4% de la comunidad hizo $150,000; 43.6% hizo entre $60,000 y $149,999; y 27.0% hizo menos de $60,000.

## Educación
El Distrito Escolar de Del Mar Union tiene dos escuelas elementales en el barrio de Del Mar Heights, Del Mar Hills Academy y Del Mar Heights elementary.